# Solange Sanfourche
Solange Sanfourche (Carsac-Aillac, 18 juli 1922 - Sarlat-la-Canéda, 12 juni 2013) was een verzetsstrijder tijdens de Tweede Wereldoorlog.

## Biografie
Ze stond bekend onder de codenaam Marie-Claude en werktt als typiste, secretaris-postbode en verbindingsofficier. Solange Sanfourche bezorgde brieven aan André Dufour, die als regionaal secretaris aan de Dordogne werd toegewezen en na de oorlog afgevaardigde van Isère en adjunct-burgemeester van Grenoble was.
Tijdens de Duitse bezetting verborg en beschermde de familie Sanfourche in Périgueux tientallen clandestiene vrijheidsstrijders die gezocht werden door de Gestapo onder leiding van Michaël Hambrecht. Diens aanstelling in Périgueux gaf aanleiding tot een ongekende golf van geweld tegen de bevolking. In het bijzonder door de Noord-Afrikaanse Falanx, het terreurinstrument van de Gestapo onder leiding van Alexandre Villaplane, en de Milice française onder leiding van Victor Denoix.
In december 1945 trouwde ze met Édouard Valéry (1924-2010), commissaris voor operaties in de Dordogne, in Périgueux.